# Philonotis andina
Philonotis andina är en bladmossart som beskrevs av Georg Friedrich von Jaeger 1875. Philonotis andina ingår i släktet källmossor, och familjen Bartramiaceae. Inga underarter finns listade i Catalogue of Life.